# Bathythrix prominens
Bathythrix prominens là một loài tò vò trong họ Ichneumonidae.